# La lampada del diavolo
La lampada del diavolo (La lámpara del Diablo) è un dipinto a olio su tela (42x32 cm) del pittore spagnolo Francisco Goya, realizzato nel 1797-1798 e conservato alla National Gallery di Londra.

## Storia
Vi è una fonte letteraria specifica per questo dipinto che va rintracciata nell'El Hechizado por fuerza (in italiano L'esorcizzato per forza), dramma di Antonio de Zamora che al tempo di Goya godeva di una grandissima popolarità. Nella sua opera Zamora narra le sfortunate vicende di Don Claudio, sacerdote credulone e codardo, in occasione delle sue nozze con donna Lucia. Degli amici buontemponi avrebbero fatto credere a don Claudio di essere caduto vittima di un potente maleficio, in ragione del quale egli avrebbe continuato a vivere solo se la candela nella sua camera da letto non si fosse mai spenta.
Goya era un pittore notoriamente avverso alle follie delle superstizioni popolari, fatto che doveva essere evidentemente gradito ai duchi di Osuna, suoi affezionati committenti, per i quali nel 1798 realizzò una serie di «stregonerie» per la loro casa di campagna, l'Alameda [Pioppeto], frequentata da numerosi nobili locali. Tra le varie opere eseguite per gli Osuna figura proprio La lampada del diavolo, dipinto caratterizzato da una grammatica figurativa spiccatamente demoniaca che, tuttavia, non era frutto di un impulso visionario, bensì prendeva le mosse dal pensiero dei filosofi tardo-illuministi (quali erano i frequentatori dell'Alameda), pienamente in grado di afferrare le citazioni ed i doppi sensi proposti dal dipinto. Dal 1896 l'opera è esposta nella National Gallery di Londra, nella sala n. 38.

## Descrizione
Il personaggio raffigurato nel dipinto è Don Claudio, la cui vita - come abbiamo già detto - dipende dal continuo bruciare della fiammella, sorretta dal diavolo. Il sacerdote, lacerato dal terrore e dalla follia e ammantato in un abito nero, azzarda un passo e si appresta a versare l'olio nella lampada del diavolo, così da evitare che si spenga. La lucerna è sorretta dal demonio che, in un inchino riverente ed animalesco, non aspetta altro che trascinare don Claudio negli abissi infernali.
La lampada del diavolo è un'opera permeata da una profonda sensazione di inquietudine, accresciuta dal perpetuo pulsare della fiammella, dallo sguardo atterrito ed alienato di Don Claudio e dalla macabra danza dei cavalli sullo sfondo che, ergendosi sulle zampe posteriori, vogliono probabilmente alludere all'ignoranza e alla zotichezza umana. In primo piano, infine, è appena accennato il frammento di un libro che, disponendosi obliquamente rispetto alla scena (ricorda in tal senso una lapide sbieca), ne accresce il ritmo nevrotizzante. Vi troviamo vergate le parole «LAM / DESCO», ovvero le prime lettere di lampara descomunal [lucerna mostruosa], in riferimento alla formula pronunciata da don Claudio mentre alimenta la lampada del diavolo.